# Prosta Aleksandrowa
Prosta Aleksandrowa - nazwa odnosząca się do kilku podobnych konstrukcji przestrzeni topologicznych, które "lokalnie" wyglądają jak prosta rzeczywista, ale są od niej, w pewnym sensie, "o wiele dłuższe". Prostą Aleksandrowa L, zdefiniowaną niżej, można wyobrażać sobie jako sumę nieprzeliczalnie wielu zlepionych ze sobą kopii przedziału (0,1) (prosta rzeczywista może być przedstawiona w postaci sumy przeliczalnie wielu przedziałów otwartych).

## Konstrukcja
Przestrzenie
- {\displaystyle L=\omega _{1}\times [0,1)=[0,\omega _{1})\times [0,1)}
- {\displaystyle L^{*}=(\omega _{1}+1)\times [0,1)=[0,\omega _{1}]\times [0,1)}

z topologią porządkową wprowadzoną przez porządek leksykograficzny nazywane są, odpowiednio, długą prostą Aleksandrowa i rozszerzoną długą prostą Aleksandrowa. Czasami w literaturze pod tymi nazwami kryją się takie modyfikacje tych przestrzeni jak
{\displaystyle (\omega _{1}\times [0,1))\setminus \{(0,0)\}}
Powyżej, ω1 oznacza najmniejszą nieprzeliczalną liczbą porządkową.

## Własności
- Przestrzeń L nie jest zwarta ani ośrodkowa.
- Przestrzeń L* jest zwarta, ale nie jest przestrzenią Eberleina.
- Przestrzenie L i L* są spójne, całkowicie normalne, przeliczalnie zwarte, a więc są także przestrzeniami drugiej kategorii.
- Przestrzeń L jest łukowo spójna. L* nie jest łukowo spójna.